# Закон про громадянські права (1964)
Закон про громадянські права 1964 року — федеральний Закон США, який забороняє дискримінацію за ознакою раси, кольору шкіри, релігійних переконань, статі чи етнічного походження. Поклав кінець дискримінації під час реєстрації виборців, сегрегації в школі, на робочих місцях та в громадських місцях.
Повноваження структур, які мали забезпечувати дотримання цього закону, були доволі обмеженими в перші роки, однак пізніше були розширені. Приймаючи цей закон, Конгрес посилався на різні частини Конституції Сполучених Штатів, головним чином на закріплені в ній повноваження Конгресу в сфері регулювання внутрішньої і міжнародної торгівлі за статтею 1 (частина 8), його обов'язок гарантувати всім громадянам однаковий законодавчий захист згідно з Чотирнадцятою поправкою і обов'язок захищати виборчі права відповідно до П'ятнадцятої поправки. Закон набрав чинності 2 липня 1964 року після підписання президентом Ліндоном Джонсоном в Білому домі.

## Передумови

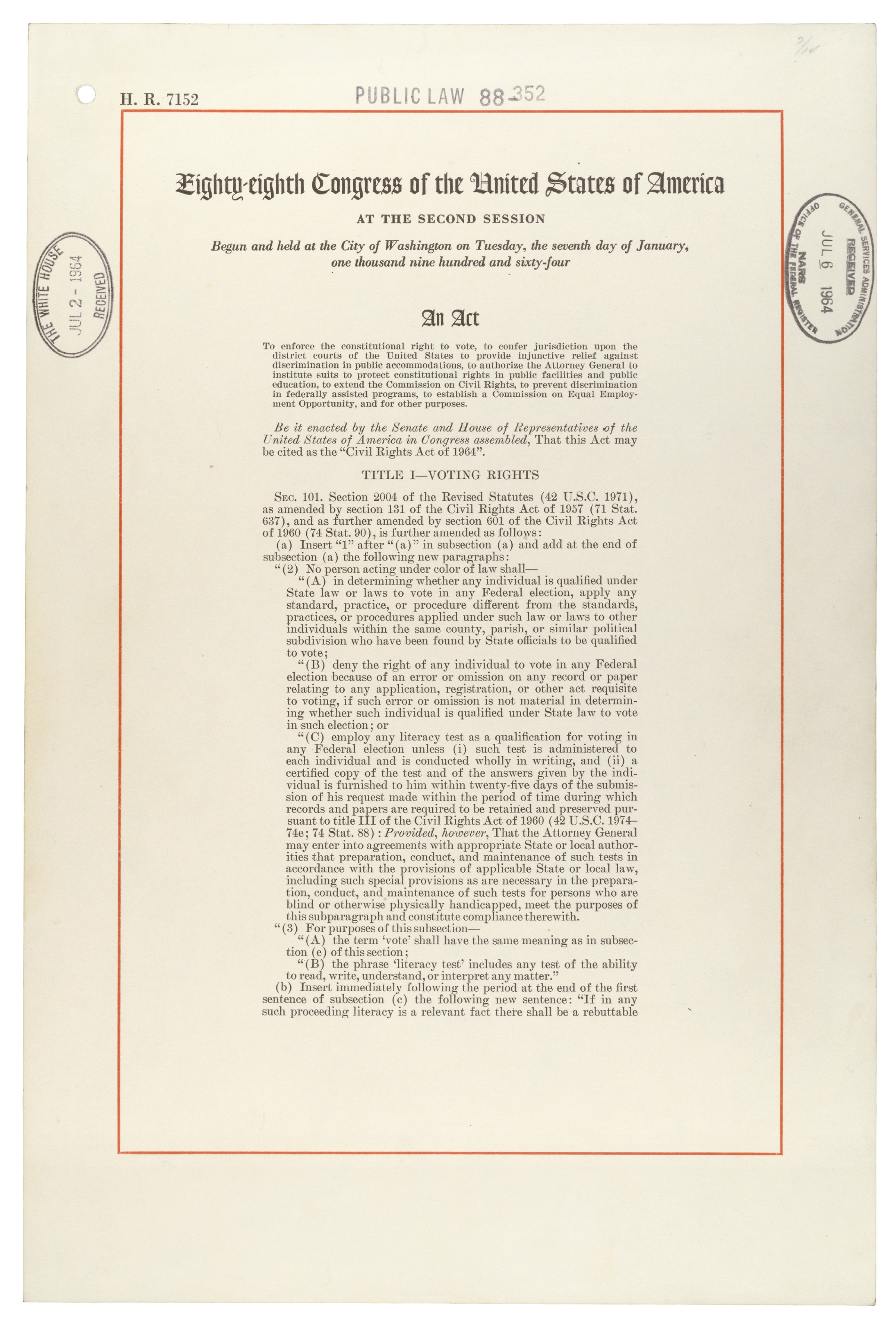
Перша сторінка Закону про громадянські права 1964 року

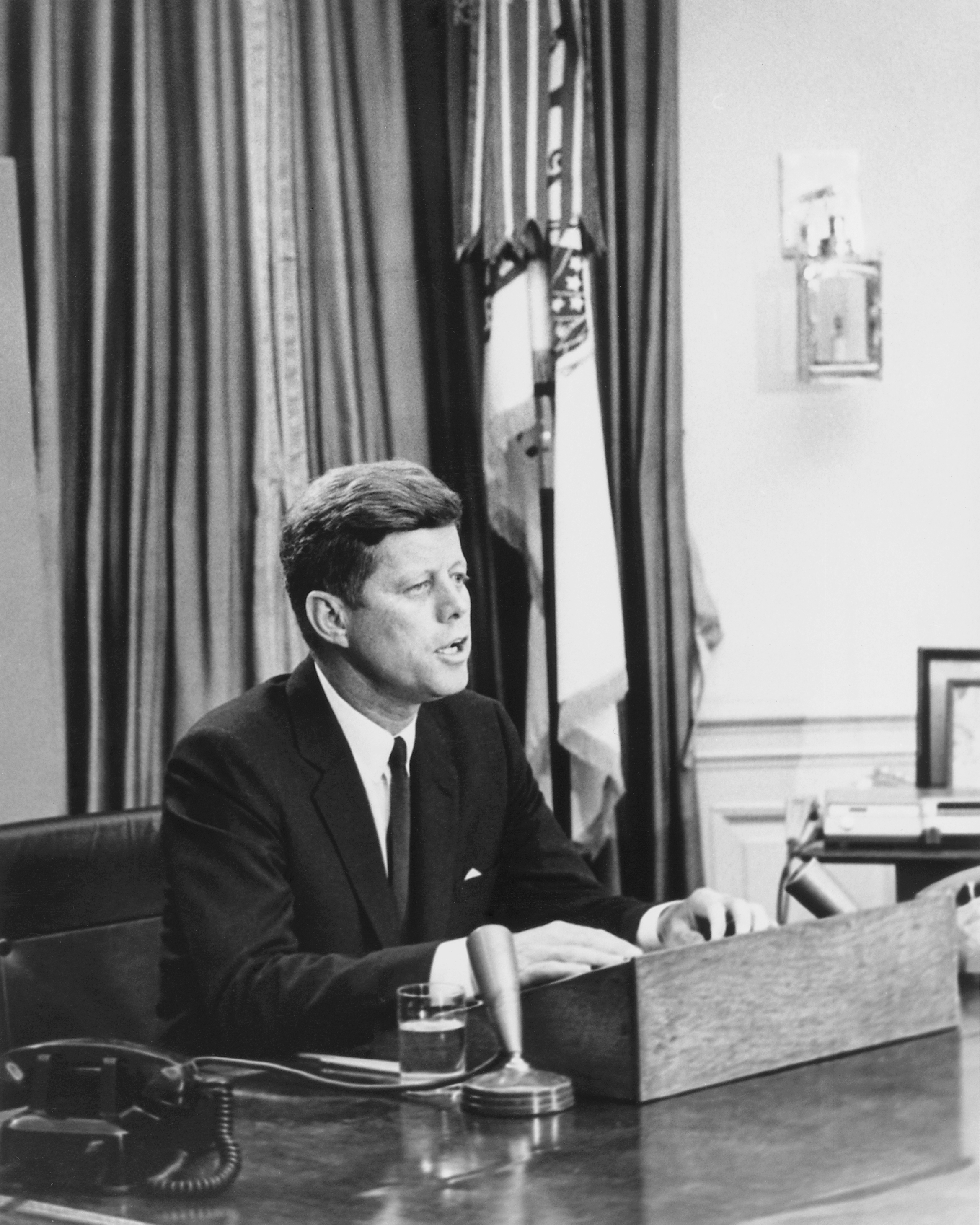
Звернення Джона Кеннеді до нації з приводу захисту громадянських прав. 11 червня 1963 року

Питання про створення подібного законопроєкту було вперше підняте Президентом Джоном Кеннеді у його зверненні до нації від 11 червня 1963, у якому він запропонував розробити закон, який «надав би всім американцям право відвідувати і обслуговуватись у всіх громадських місцях — готелях, ресторанах, театрах, магазинах і т.д.», а також «забезпечив би кращий захист права голосу». Кеннеді виступив після низки протестів афроамериканської меншини проти сегрегації, в ході яких проти студентів і дітей використовували поліцейських собак і пожежні машини. До активних дій Кеннеді спонукало зростання міжрасової напруженості і хвиля «чорних бунтів» навесні 1963.
Розширюючи Закон про громадянські права 1875 року, законопроєкт Кеннеді, поміж іншого, включав положення про заборону дискримінації в громадських місцях і надання повноважень Генеральному прокурору США подавати позови проти штатів, у який діяли сегреговані системи шкільної освіти. Однак, він не включав ряд положень, які протестанти вважали конче необхідними, зокрема захист від жорстокого поводження з боку поліції, припинення дискримінації в приватному секторі та надання Міністерству юстиції повноважень подавати судові позови за дискримінацію та сегрегацію на робочих місцях.

## Історія прийняття

### Палата представників

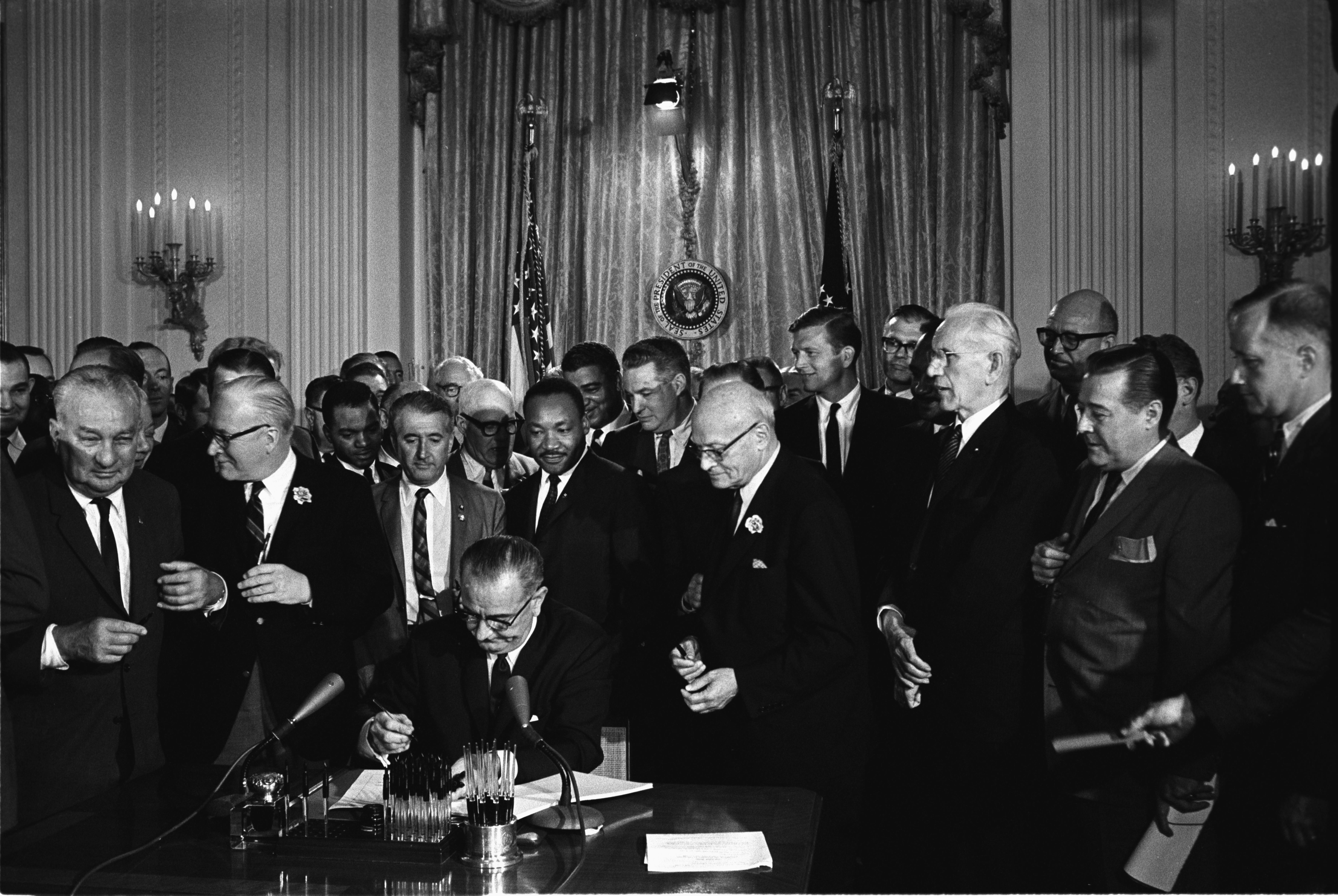
Ліндон Джонсон підписує Закон про громадянські права 1964 року. За його спиною видно Мартіна Лютера Кінга.

11 червня 1963 року Президент Кеннеді зустрівся з лідерами Республіканської партії, щоб обговорити законопроєкт, перш ніж робити телевізійне звернення до нації. Два дні потому лідер меншості в Сенаті Еверетт Дірксен та лідер більшості в Сенаті Майк Менсфілд обидва висловилися на підтримку президентського законопроєкту, за винятком положень, які гарантують рівний доступ до громадських місць. Через це кілька конгресменів-республіканців запропонували розглянути компромісний законопроєкт. 19 червня, президент направив законопроєкт у Конгрес, не додавши туди жодних поправок. Проєкт спершу розглядався юридичному комітеті Палати представників, у якому головував представник Демократичної партії. Після серії слухань, законопроєкт зробили жорсткішим, додавши положення про заборону расової дискримінації у сфері зайнятості, забезпечення більшого захисту прав чорношкірих виборців, заборону сегрегації у всіх державних установах (не лише школах), посилення анти-сегрегаційних положень щодо публічних послуг. Комітет також додав Генеральному прокурору повноваження подавати позови щодо захисту осіб від позбавлення будь-яких прав, закріплених Конституцією і законодавством США. По суті, це все положення спірного «Розділу III», який був вилучений із Законів про громадянські права 1957 і 1960 років. Громадські правозахисні організації наполягали на включенні цих положень, тому що вони могли використовуватись для захисту мирних демонстрантів і чорних виборців від поліцейського свавілля і придушення свободи слова.
Наприкінці жовтня 1963 року Кеннеді запросив лідерів Конгресу на розмову до Білого дому, щоб зібрати необхідну кількість голосів для проходження закону. Законопроєкт був схвалений юридичним комітетом в листопаді 1963 року і був переданий процедурному комітету, голова якого, Говард Сміт, демократ і палкий прихильник сегрегації зі штату Вірджинія, повідомив про свій намір затримати розгляд законопроєкту на невизначений строк.